# 徳永利美
徳永 利美（とくなが としみ、1955年7月25日 - ）は、熊本県玉名市出身のアマチュア野球選手（一塁手）。

## 経歴
柳川商業高等学校では一塁手、四番打者として活躍。1972年秋季九州大会に進むが、1回戦で小倉南高に敗退。翌1973年夏の甲子園に出場。1回戦でエース江川卓を擁する作新学院と対戦、1年下の松尾勝則（専大－電電九州）が好投するが、延長15回の熱戦の末に1-2でサヨナラ負けを喫する。
1974年に卒業後、法政大学に進学。江川をはじめ金光興二、植松精一、袴田英利、島本啓次郎、楠原基、中林千年（松江商出身）や鎗田英男（熊谷商出身）両投手ら同期組、1年上の高代延博や船木千代美（秋田市立高出身）投手、下級生の居郷肇らと黄金期を築く。東京六大学野球リーグでは4連覇を含む5回優勝。1976年の明治神宮野球大会では決勝で早大を破り初優勝、1977年の同大会は決勝で東海大を降し2年連続優勝を達成。1977年秋季リーグでベストナイン（一塁手）に選出された。
1978年に大学卒業後、新日本製鐵八幡に入社。1979年の社会人野球日本選手権に四番打者として出場。2回戦で協和醱酵の津田恒実に抑えられ敗退。
現役引退後は新日本製鐵光監督となる。その後は社業に戻り、新日鉄住金エンジニアリング九州支社長、大高建設取締役副社長などを歴任。